# Njalla

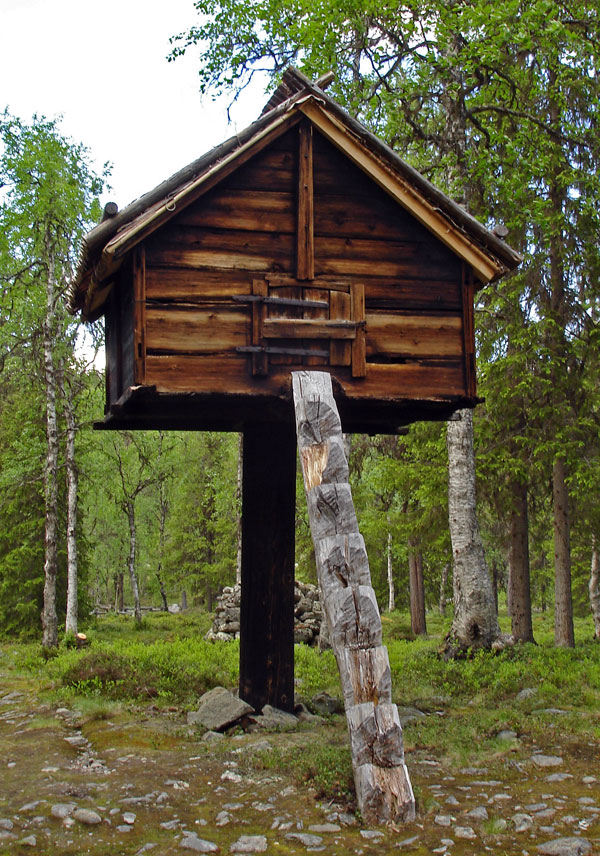
Njalla vid Jillesnåle kapell i Lycksele lappmark.

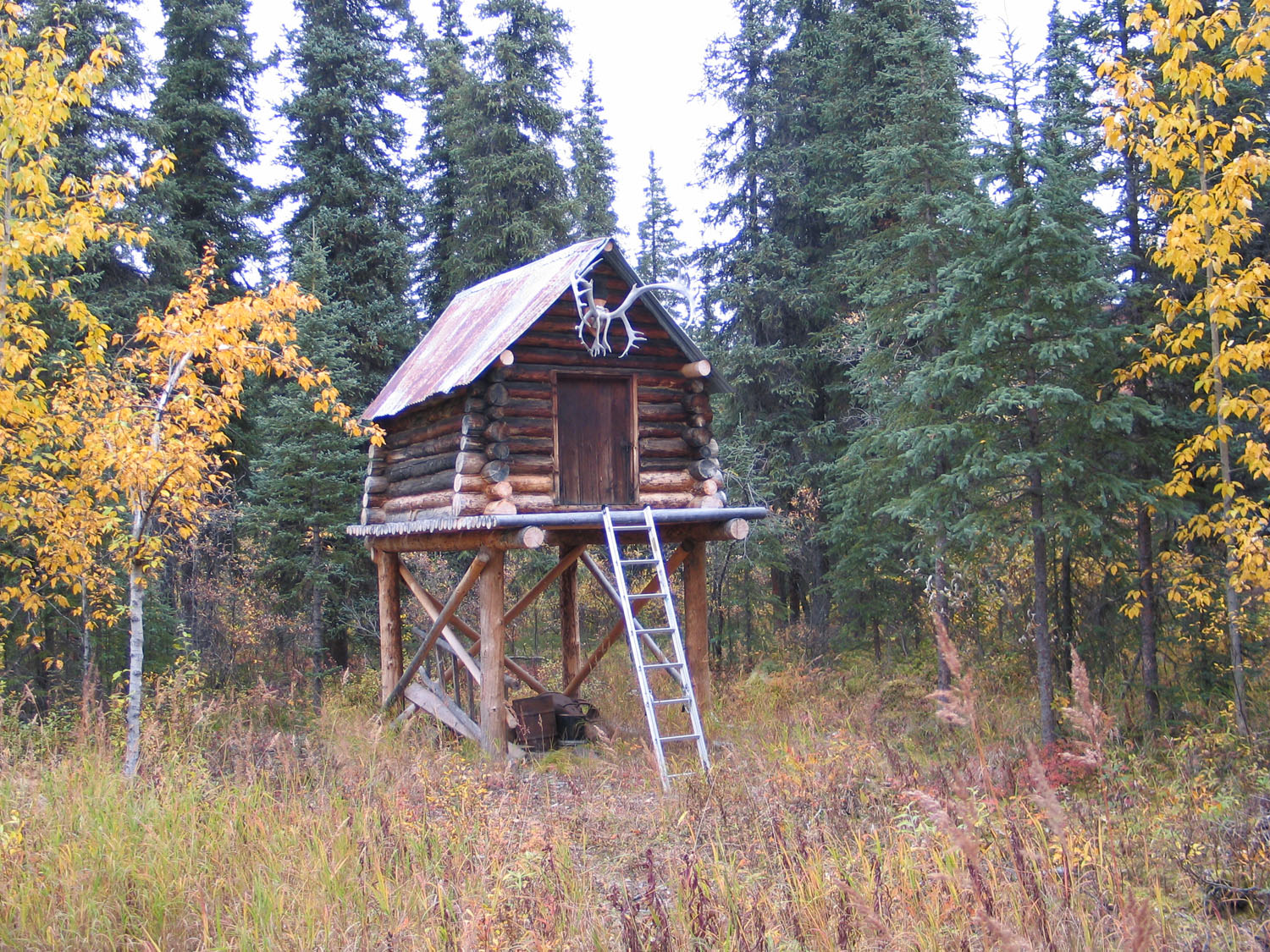
Modern stolpbod i Alaska.

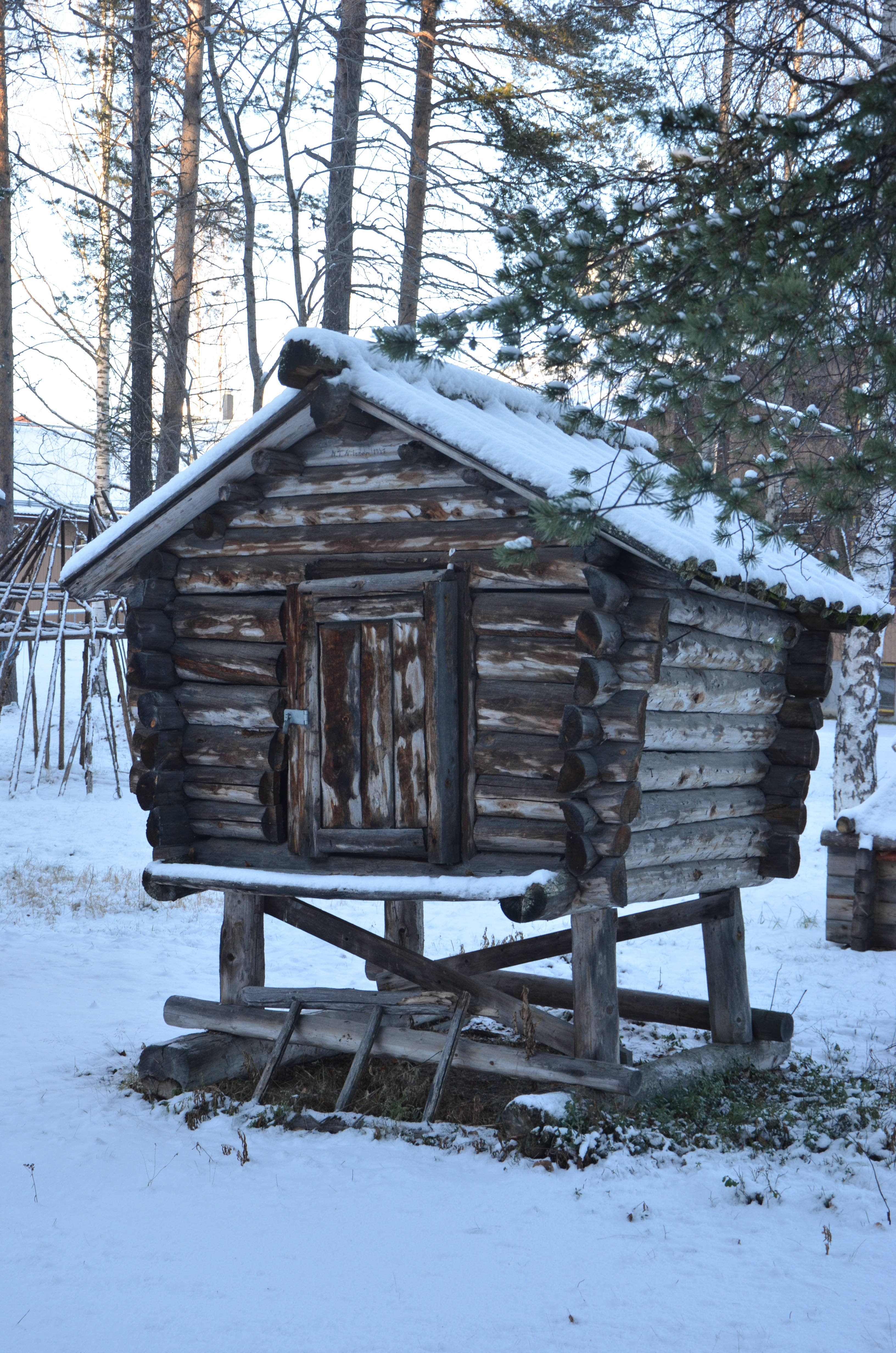
Ájtte på Samernas utbildningscentrum i Jokkmokk.

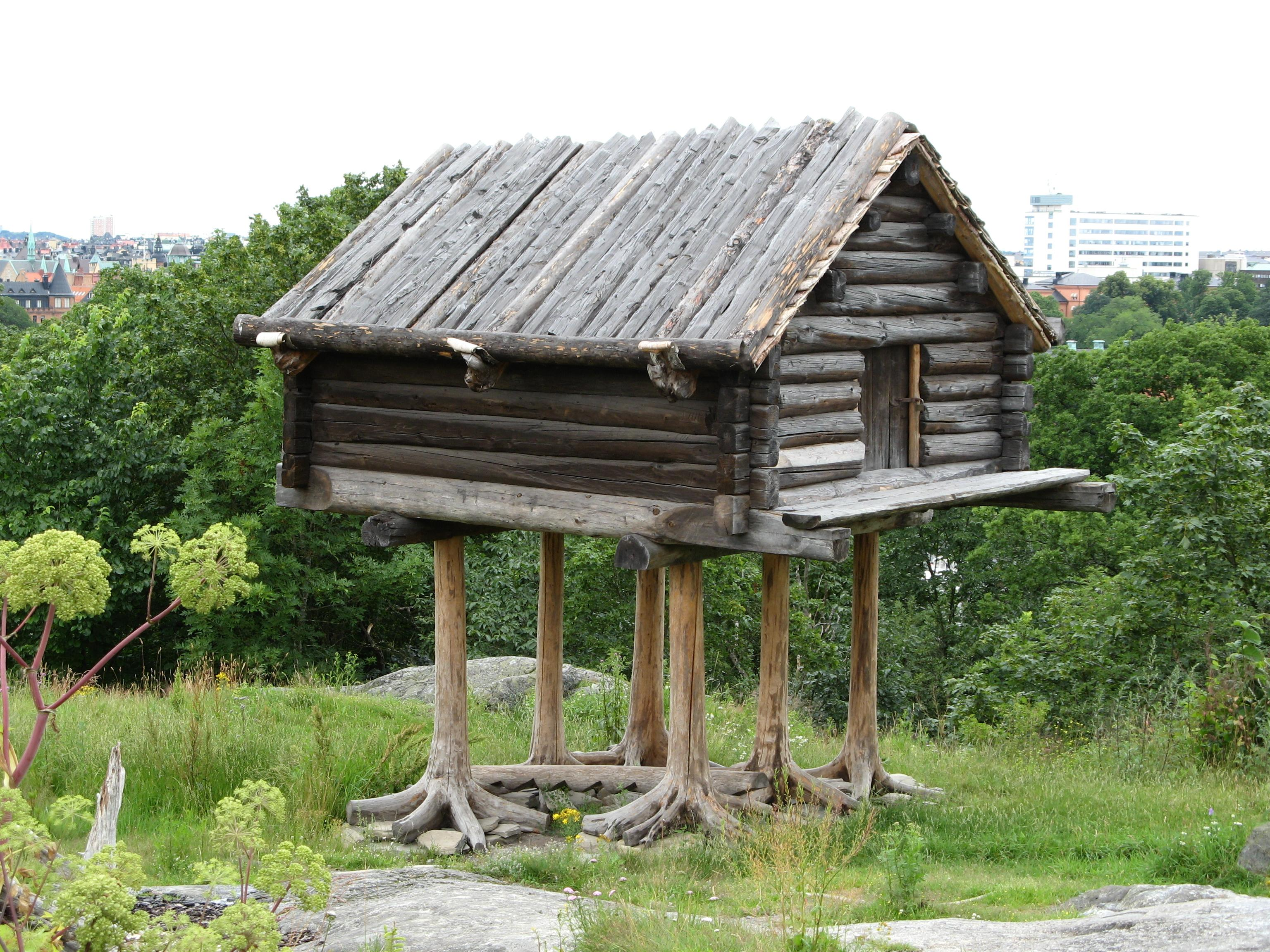
Rekonstruktion av en buerie på Skansen.

En njalla (samiska) eller stolpbod är en mindre, vanligen knuttimrad träbyggnad som är placerad på en stolpe någon meter över marken. Som stege används ibland en grov timmerstock med uthuggna trappsteg. Förutom på samiskt område har den använts i Alaska och norra Kanada, där den fortfarande är i flitigt bruk.

## Samisk njalla
Den stolpe som boden står på är släthyvlad och hal för att inte rovdjur, framför allt järv, ska kunna ta sig upp. De nomadiserande fjällsamerna hade i allmänhet en njalla vid vår- och höstvistet. Där förvarades renkött från höstslakten tills man återvände på vårvintern. Även skogssamerna hade njallor vid sina fasta visten. Där användes de ofta för förvaring av torkad fisk.
Njallor har tidigare troligen funnits över hela Sápmi. Det finns också gott om geografiska namn som börjar på Njalla-, Njolla- och Nili-.

## Ajtte
En annan typ av samisk förrådsbod var lägre och stod på fyra stolpar, en i varje hörn. Den kallas för ájtte (aihte). Den benämns buvrie av sydsamer. Om stolparna utgörs av höga stubbar med rötterna kvar kallas boden ofta för gåsfotsbod.